# جائزة فرنسا الكبرى 1912
جائزة فرنسا الكبرى 1912 هو سباق فورمولا 1 أقيم بتاريخ 25 يونيو 1912 في دييب، السان البحرية، فرنسا.